# Bdelyrus howdeni
Bdelyrus howdeni е вид бръмбар от семейство Листороги бръмбари (Scarabaeidae). Видът не е застрашен от изчезване.

## Разпространение
Разпространен е в Еквадор, Колумбия и Перу.